# Penguin no Mondai: Tenkuu no 7 Senshi
Penguin no Mondai: Tenkuu no 7 Senshi es un videojuego de aventura para Nintendo DS. Fue publicado por Konami el 23 de julio de 2009, solo exclusivamente en Japón y el segundo juego portátil que se basa en el manga y anime Líos de Pingüino.
- Datos: Q19632120